# Smile (romanzo)
Smile è un romanzo a fumetti scritto da Raina Telgemeier pubblicato nel 2010 in America e nel 2014 in Italia dalla casa editrice il Castoro. Il New York Times lo ha definito "una storia per confortare i lettori che attraversano gli anni tra l'infanzia e l'età adulta". Il fumetto può essere considerato un'autobiografia in quanto racconta la storia dell'autrice, dalle medie alle superiori.

## Trama
La storia inizia con l'immagine di uno studio dentistico, dove comunicano a Raina, una ragazzina di prima media, che metterà l'apparecchio fisso. Lei, preoccupata, si sfoga alla riunione scout con le sue amiche, che cercano di convincerla che mettere l'apparecchio non è poi tanto brutto. Poi torna a casa con una sua compagna, ma correndo per arrivare alla porta cade e si rompe gli incisivi. In un lago di sangue trovano uno degli incisivi, portano immediatamente Raina a casa e sua madre chiama il dentista. Viene scoperto che l'incisivo non trovato si era conficcato nelle gengive, così il dentista lo estrae ma nota che entrambi gli incisivi hanno subito uno spostamento. Per questo, successivamente dovrà fare circa una visita medica alla settimana. Tra apparecchio, baffo, operazioni varie e sangue (molto sangue)il  fumetto si conclude dopo tre anni di peripezie, una Raina in prima superiore si fa forza e litiga con le sue amiche, che la prendevano sempre in giro, ma subito ne trova di nuove, che con lei hanno molte cose in comune. Alla fine Raina ritrova il suo sorriso, che vale più di mille parole con o senza apparecchio.

## Personaggi

### Raina
Un'adolescente (undicenne all'inizio, quindicenne alla fine) che subisce una caduta che la lascia con un trauma dentale. Raina è il personaggio basato sulla stessa autrice, Raina Telgemeier.

### Amara
La sorella minore di Raina e la sorella di mezzo della famiglia. All'inizio ha 6 anni, alla fine 10. Prende spesso in giro sua sorella per il suo apparecchio.

### Will
Il fratello minore della famiglia Telgeimer (3 anni all'inizio, 7 alla fine).

Sue (mamma)
Madre di Raina, Amara e Will e moglie di Denis.

## Seguiti

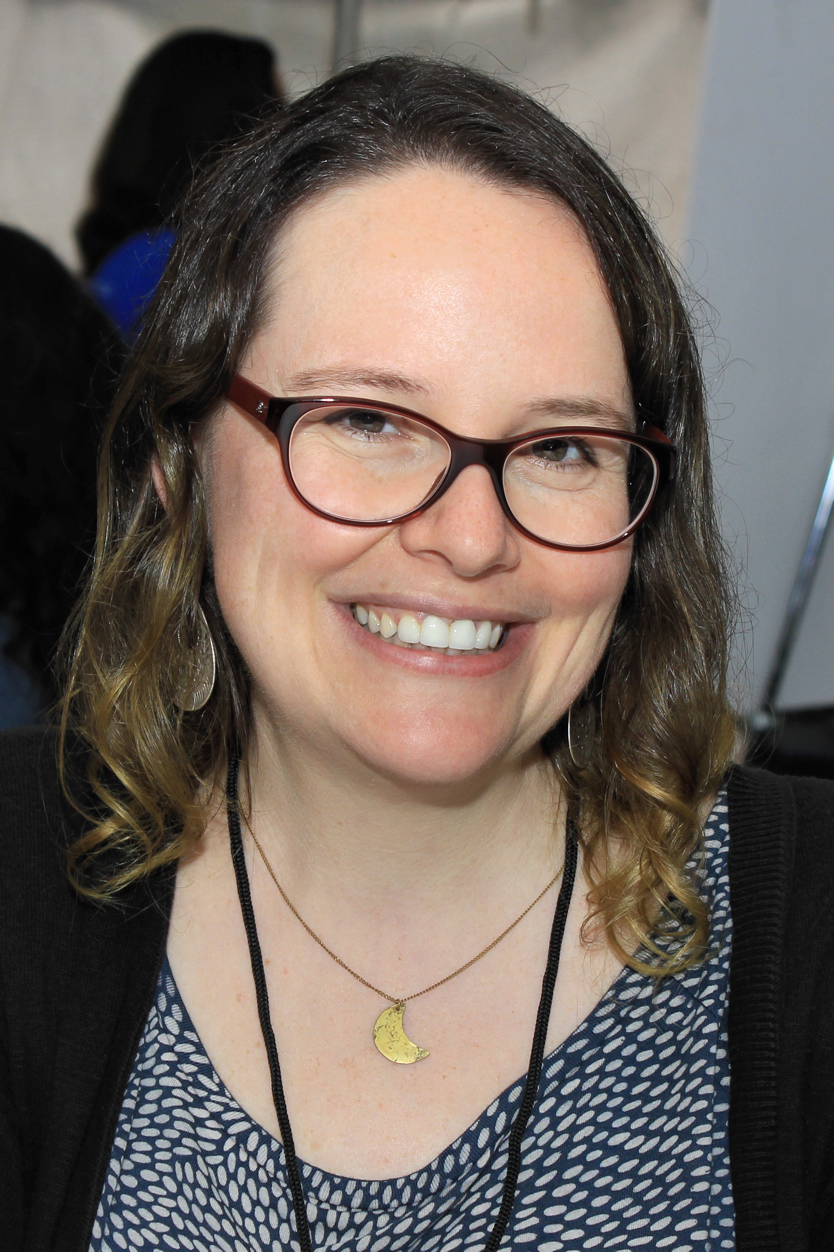
Raina Telgemeier

Dopo Smile sono stati scritti altri due fumetti: uno, Sorelle: racconta la storia del viaggio di Raina con i suoi fratelli e la madre, dai suoi cugini in Colorado, narra di alcuni episodi accaduti durante l'infanzia tramite dei flashback; come la richiesta ai genitori di una sorella; mentre l'ultimo, Coraggio: racconta la quarta elementare e l’esperienza di Raina dalla psicologa per via della sua ematofobia.

## Riconoscimenti
Kirkus Reviews lo definì "irresistibile, divertente e commovente", School Library Journal, è "un'eccellente aggiunta alla letteratura della scuola media". È stato incluso come uno dei quattro "Great Graphic Novels for Family Entertainment". Il libro ha vinto nel 2010 il Boston Globe - Horn Book Honor for Nonfiction. Nel 2011, il libro ha vinto l'Eisner Award per la migliore pubblicazione per adolescenti. Nel 2013 ha vinto l'Intermediate Young Reader's Choice Award di Washington e il 2013 Rebecca Caudill Young Reader's Book Award dell'Illinois. Ha vinto il Nevada Young Reader Award 2014.
Al 25 febbraio 2017 la versione tascabile era rimasta 240 settimane nell'elenco dei best seller del New York Times nella categoria "Libri grafici in brossura".
Nel maggio 2014 Mark Tatulli ha scritto Smile nel suo fumetto quotidiano Heart of the City, mentre l'eroina Heart Lamarr scopre il graphic novel durante un viaggio in biblioteca con sua madre.